# Arkells
Gli Arkells sono un gruppo musicale rock canadese originario di Hamilton (Canada) e attivo dal 2006.

## Formazione
- Max Kerman - voce, chitarra
- Mike DeAngelis - voce, chitarra
- Nick Dika - basso
- Tim Oxford - batteria, percussioni
- Anthony Carone - voce, tastiere, chitarra (dal 2011)

Ex membri
- Dan Griffin - voce, tastiere, chitarra (2006-2011)

## Discografia
- 2007 - Deadlines - EP (reissue 2008)
- 2008 - Jackson Square
- 2011 - Michigan Left
- 2014 - High Noon
- 2016 - Morning Report
- 2019 - Rally Cry
- 2020 - Campfire Chords
- 2021 - Blink Once
- 2022 - Blink Twice
- 2023 - Laundry Pile